# La Devesa de Boñar
La Devesa de Boñar es una localidad del municipio leonés de Vegaquemada, en la Comunidad Autónoma de Castilla y León. 
La iglesia está dedicada a san Pedro Apóstol.

## Localidades limítrofes
Confina con las siguientes localidades:
- Al norte con Las Bodas.
- Al noreste con Veneros.
- Al sureste con Barrillos de las Arrimadas.
- Al sur con Santa Colomba de las Arrimadas y Corral de las Arrimadas.
- Al suroeste con Laíz de las Arrimadas y Vegaquemada.
- Al noroeste con Palazuelo de Boñar y La Losilla y San Adrián.

## Demografía
Evolución de la población
| Gráfica de evolución demográfica de La Devesa de Boñar entre 2000 y 2017 |
|                                                                          |
| Población de derecho (2000-2017) según el padrón municipal del INE       |

## Historia
Así se describe a La Devesa de Boñar en el tomo VII del Diccionario geográfico-estadístico-histórico de España y sus posesiones de Ultramar, obra impulsada por Pascual Madoz a mediados del siglo XIX:

DEBESA DE BOÑAR (LA): lugar en la provincia y diócesis de León (6 leg.) partido judicial de La Vecilla (2), audiencia territorial y capitanía general de Valladolid (20), ayuntamiento de Vegaquemada. SITUADO en una cordillera de peñas que sigue por Peña Corada, a Guardo; su CLIMA es templado y sano. Tiene 30 CASAS ; escuela de primeras letras frecuentada por 32 niños de ambos sexos que satisfacen al maestro una emina de trigo cada uno; iglesia parroquial (Ntra. Sra. de la Concepción), servida por un cura de ingreso y presentación de S. M. en los meses apostólicos, y en los ordinarios del abad del convento de Eslonza, orden de San Benito ; 2 beneficiados, uno de libre colación, y otro de patronato particular, ambos sin servicio alguno; una ermita (San Millan); y 2 fuentes de buenas aguas. Confina N. la Losilla y Veneros; E. Sta. Colomba y el Corral; S. Sobrepeña, y O. Palazuelo, a 1/2 leg. el mas distante; en este radio se encuentran los despoblados de Santiago'y San Andrés. El TERRENO es de buena y mla calidad. Hay un monte poco poblado, y un coto real que lo está más. Los CAMINOS locales; recibe la CORRESPONDENCIA en Boñar. PRODUCTOS: trigo, cebada, centeno, lino , legumbres y yerba; cria ganado lanar, caballar y cabrio, y caza de perdices, POBLACIÓN: 31 vecinos , 126 almas CONTRIBUCIÓN con el ayunt.
Diccionario geográfico-estadístico-histórico de España y sus posesiones de Ultramar